# 半缩醛

半缩醛通式

半缩醛（hemiacetal）狭义上是指同一碳上连结了羟基、烷氧基、氢和烷基的有机化合物，即 R2CH(OH)OR1，R1与R2皆为碳基基团而不为氢（如右图）。广义上，半缩醛则包含了半缩酮。半缩醛在酸性和碱性水溶液中都是不稳定的。

## 反应式
半缩醛由醛与醇缩合反应而得，而半缩醛可以继续和醇反应得到缩醛。

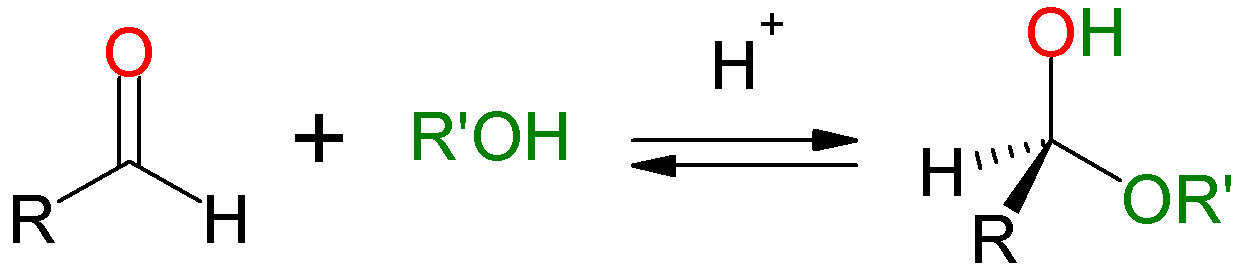
醛与醇缩合成半缩醛

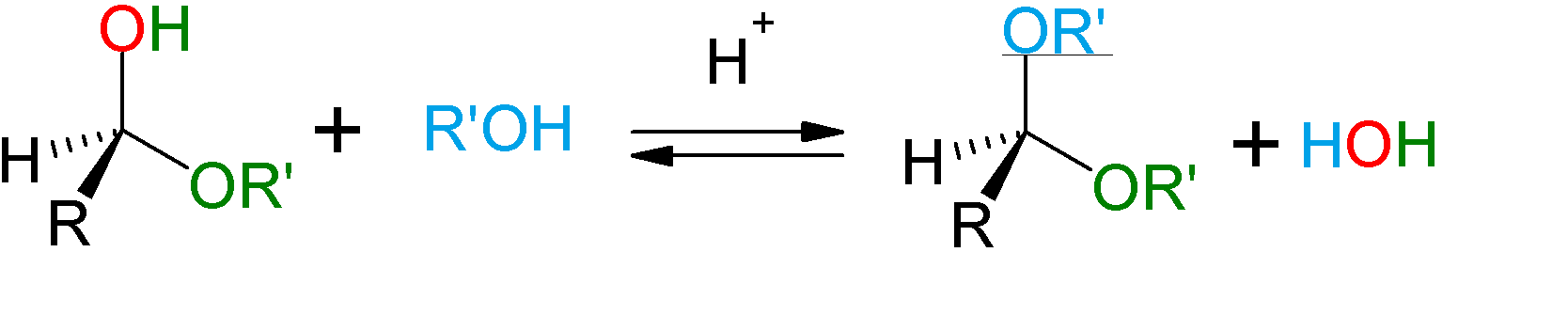
半缩醛再与醇缩合成缩醛

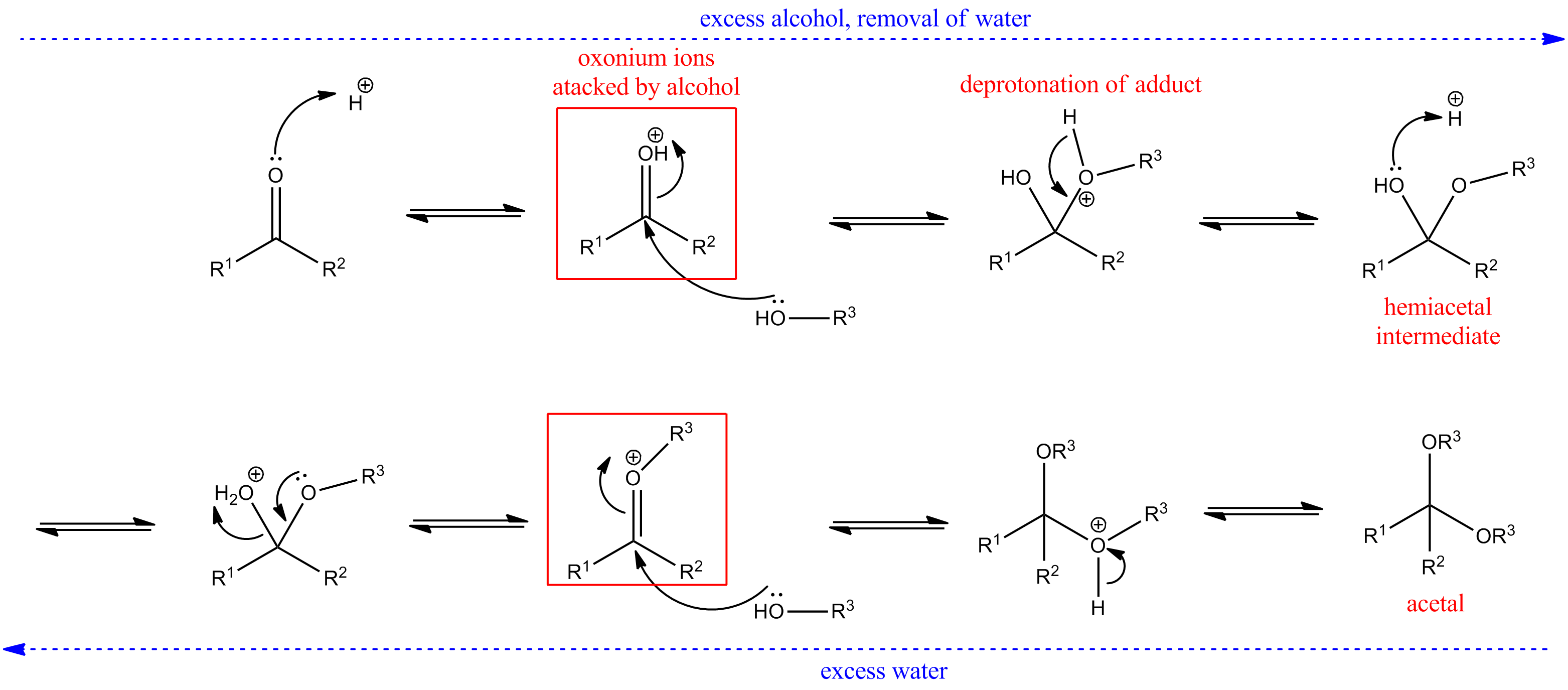
酸催化缩醛的形成

缩醛（酮）生成过程的有机化学反应机理：